# Phyllobacteriaceae
Famille
Les Phyllobacteriaceae sont une famille de bactéries de l'ordre des Hyphomicrobiales. Ces bactéries à Gram négatif sont présentes dans les nodosités de certaines plantes.

## Description
Les bactéries de cette famille sont en forme de bâtonnets, ovoïdes ou réniformes lorsqu'elles sont cultivées in vitro, non sporulantes, à Gram négatif et aérobies. Les cellules cultivées in vitro sont mobiles au moyen de flagelles polaires, subpolaires ou latéraux. Les souches poussent bien sur milieux solides complexes à 28°C. Ces bactéries sont présentes dans les nodules des feuilles et dans la rhizosphère des plantes supérieures.

## Répartition
Ces bactéries sont présentes dans le monde entier, y compris dans les océans.

## Systématique
Le nom correct complet (avec auteur) de ce taxon est Phyllobacteriaceae Mergaert & Swings 2006. Le genre type est Phyllobacterium (ex Knösel 1962) Knösel 1984.
Phyllobacteriaceae a pour synonyme :
- Salaquimonadaceae diCenzo et al. 2024

### Liste des genres
Selon la LPSN (26 novembre 2024) :
- Aminobacter Urakami et al. 1992
- Aquamicrobium Bambauer et al. 1998
- Aquibium Kim et al. 2022
- Chelativorans Doronina et al. 2010
- Corticibacterium Li et al. 2016
- Mesorhizobium Jarvis et al. 1997
- Nitratireductor Labbé et al. 2004
- Oceaniradius Jeong et al. 2019
- Oricola Hameed et al. 2015
- Phyllobacterium (ex Knösel 1962) Knösel 1984
- Pseudaminobacter Kämpfer et al. 1999
- Pseudohoeflea Hyeon et al. 2017
- Roseitalea Hyeon et al. 2017
- Salaquimonas Kim et al. 2019
- Tianweitania Han et al. 2016
- "Aliihoeflea" Roh et al. 2008 (nom invalide)
- "Oryzicola" Chhetri et al. 2021 (nom invalide)
- "Paramesorhizobium" Luo et al. 2015 (nom invalide)

### Publication originale
- (en) Joris Mergaert et Jean Swings, « Phyllobacteriaceae fam. nov. », Bergey's Manual of Systematics of Archaea and Bacteria,‎ 14 septembre 2015, p. 1–3 (ISBN 978-1-118-96060-8, DOI 10.1002/9781118960608.FBM00170).